# Martelo a vapor

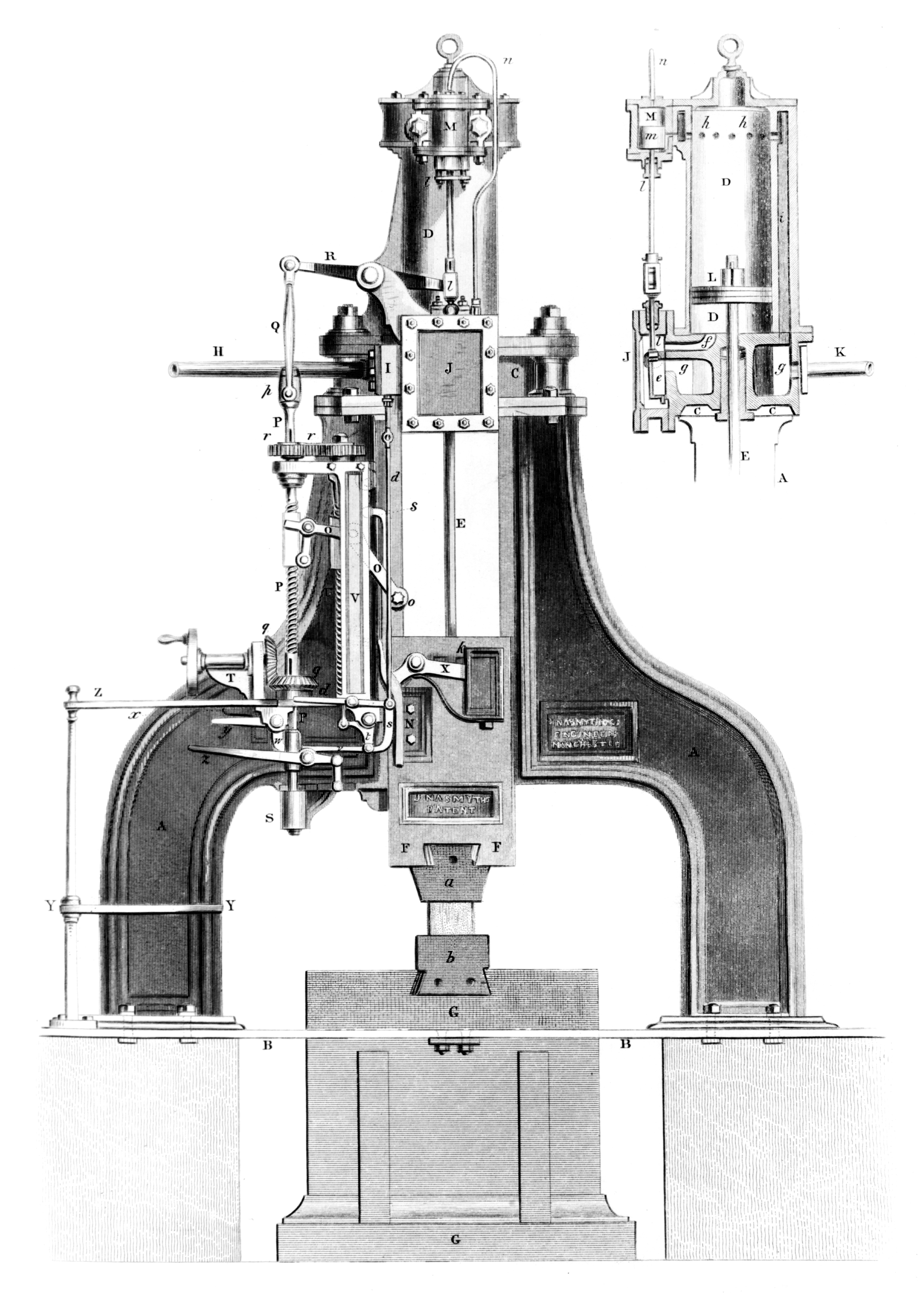
Martelo a vapor criado por James Nasmyth.

O martelo a vapor criado por James Nasmyth em 1839, é uma ferramenta que tem como função principal moldar grandes peças de ferro forjado. O instrumento era muito utilizado nos processos industriais e possibilitava maior controle, eficiência e potência nessas atividades.
O principal problema da época era como forjar peças muito grandes de metal e a criação do martelo a vapor revolucionou o mercado, diminuindo custos e melhorando a qualidade do ferro forjado. Assim, a ferramenta passou a ser essencial em muitos processsos industriais.

## Modo de funcionamento
No esboço inicial de Nasmyth é exibido uma bigorna que sustenta o material de trabalho, um bloco de ferro que funciona como um martelo e um cilindro de vapor invertido com um pistão preso ao martelo. O martelo funcionava através da aplicação de vapor no cilindro que atuava no pistão para erguer o martelo. Quando a pressão de vapor é liberada faz com que o martelo caia por ação da gravidade, golpeando o material da peça abaixo.

## História

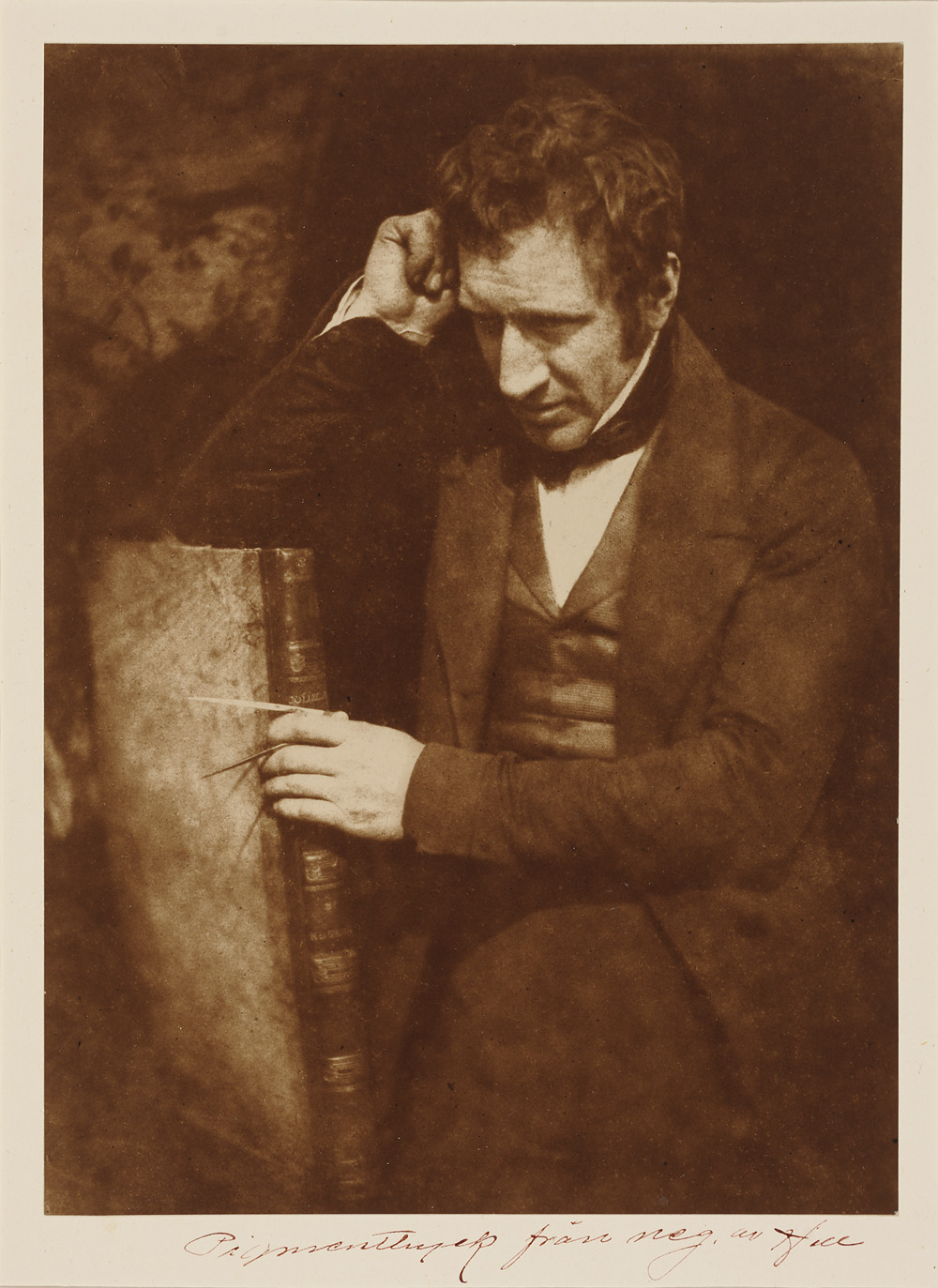
James Nasmyth, criador do martelo a vapor.

Em 1839, James Nasmyth criou o martelo a vapor com o objetivo de forjar peças grandes de ferro ou metal. Essa ferramenta foi um item revolucionário na época e contribuiu para o desenvolvimento da indústria. Na década de 1830, os motores a vapor em locomotivas e barcos estavam se tornando cada vez maiores, o que exigia a fabricação de eixos maiores, que as ferramentas existentes não podiam forjar convenientemente. Um dos maiores problemas naquela época era encontrar uma maneira de processar peças de metal muito grandes. A melhor ferramenta disponível na época era o martelo a vapor, que girava para cima sob a pressão do vapor e depois descia em arco para desferir o golpe. Sua desvantagem era que havia pouco espaço entre o martelo e a bigorna para objetos grandes e só podia desferir golpes igualmente poderosos. Nasmyth produziu um tipo muito diferente de martelo a vapor, no qual o próprio martelo era levantado verticalmente acima da bigorna pelo vapor e depois caía verticalmente por seu próprio peso ou por um golpe controlado, cuja força era regulada pela pressão do vapor. Isso representou um enorme avanço que permitiu a construção dos enormes motores.
Nos primeiros martelos não era possível controlar a força aplicada sobre os objetos, mas estes foram posteriormente modificados, possibilitando maior controle sobre as peças. Antes da invenção do martelo a vapor de Nasmyth, grandes forjas, como âncoras de navios , eram produzidos de partes em partes, ou seja, cada pequena peça era produzida e forjada separadamente e por fim, finalmente soldadas entre si, formando o objeto completo. Várias melhorias foram feitas no projeto na década de 1840, sendo que uma das principais evoluções do martelo a vapor de Nasmyth era a adição de um mecanismo de ação automática que permitia ao operador ajustar a força do golpe do martelo. Em uma demonstração feita do martelo, o objeto produziu um golpe suave o suficiente para quebrar um ovo em uma taça de vinho, deixando a taça intacta e pesando o suficiente para sacudir um prato em uma casa a 400 metros de distância. As vantagens de sua criação logo se tornaram tão óbvias que em pouco tempo os martelos Nasmyth eram encontrados em todas as grandes oficinas da Inglaterra. Além dos martelos a vapor, James também fabricou mais de 100 locomotivas a vapor, muitos pequenos motores a vapor de alta pressão e uma variedade de bombas, prensas hidráulicas e outras máquinas.